# Steven Kent (baseballozó)
Steven John Kent (Canberra, 1989. május 8. –) ausztrál profi baseballozó, az Australian Baseball League (ABL) bajnokságban szereplő Canberra Cavalry dobója. Korábban az Atlanta Braves farmcsapataiban is játszott.

## Gyermekkora
Steven John Kent 1989. május 8-án született Canberrában. Édesapja, Greg, hobbi szinten baseballozott, ezért fia is érdeklődött a sport iránt. Fiatalkorában rendszeresen kiemelkedően teljesített az országos korosztályos baseballbajnokságokon, mellyel felkeltette a profi játékosfigyelők érdeklődését.

## Pályafutása

### Klubkarrier

#### Atlanta Braves
Kentet 2005-ben, 16 éves korában Philip Dale nemzetközi szabadúszóként 370 000 dolláros aláírási bónuszért leszerződtette az Atlanta Braves csapatával. Profi pályafutását a 2006-os szezonban, a „Rookie“ szintű Gulf Coast League Braves színeiben kezdte meg, ahol 11 játékon játszott, ebből haton kezdőként, és 1–4-es győzelmi arányt és 4,00-os kiérdemeltfutás-átlagot ért el. A következő szezont szintén a GCL Braves csapatában töltötte el, ez alkalommal 56 játékrész alatt 3–2-es győzelmi arányt és 3,86-os kiérdemeltfutás-átlagot ért el. A szezon lezárultával a venezuelai téli ligában szereplő Bravos de Margarita csapatában is játszott kettő játékon. 2007-ben az Ausztrál Baseballszövetség (ABF) az év ifjúsági játékosának választotta.
A 2008-as szezont már egy szinttel feljebb, a „Rookie Advanced“ Danville Braves csapatában töltötte el. Kentet a 2008-as szezontól kezdve inkább felváltódobóként játszatták, a szezonban 12 játékon játszott, ebből 3-on kezdett, és 29⅔ játékrész alatt 1–0-ás győzelmi arányt és 3,68-os kiérdemeltfutás-átlagot ért el, illetve 31 ütőjátékost ejtett ki.
A 2009-es szezont vállműtét miatt teljesen ki kellett hagynia.
A 2010-es szezont ismét egy szinttel feljebb, a „Class A“ Rome Braves csapatában töltötte el. A szezonban 19 játékon játszott, ebből 3-on kezdett, és 2–0-ás győzelmi arányt és 0,69-os kiérdemeltfutás-átlagot ért el. 39⅓ játékrész alatt 54 játékost ejtett ki és nyolcat sétáltatott meg, illetve mindössze 27 biztos ütést engedett be. A szezon lezárultával az Australian Baseball League téli ligában szereplő Canberra Cavalry csapatába küldték, hogy ismét kipróbálják kezdődobóként. A Cavalryben hat játékon játszott, azonban mind a hatot elvesztette és rendkívül magas, 10,66-os kiérdemeltfutás-átlagot ért el.
A 2011-es szezont az ABL-ben nyújtott gyenge teljesítménye ellenére a Rome-ban szintén kezdőként játszotta le, 12 játékon jutott szerephez, ebből 8-on kezdett, és 1–4-es győzelmi arányt és 7,77-os kiérdemeltfutás-átlagot ért el. 48⅔ játékrész alatt 74 biztos ütést engedett be. Gyenge teljesítménye és rossz hozzáállása miatt az Atlanta Braves-franchise a szezon közben felbontotta a szerződését.

#### Canberra Cavalry
Kent a 2011–2012-es téli szezonra a Canberra Cavalry csapatával kötött szerződést. Itt ismét felváltódobóként kezdték játszatni. A szezon során 20 játékon játszott és 5–1-es győzelmi arányt és 3,26-os kiérdemeltfutás-átlagot ért el. Győzelmek tekintetében a második, míg mentések tekintetében  a harmadik helyen zárt. A 2011-es szezonban beválogatták az All-Star-csapat keretébe.

#### Kansas City Royals
A 2011–2012-es ABL-szezonban nyújtott kiváló teljesítménye miatt a Kansas City Royals és a Minnesota Twins is ajánlott neki alsóbb ligás szerződést, illetve a Boston Red Sox és a Houston Astros is érdeklődött iránta. Kent végül a Royals alsóbb ligás szerződését írta alá, 2012. január 8-án. A Royals március 27-én felbontotta a szerződését, játéklehetőséget nem kapott.

#### Canberra Cavalry
A 2012–2013-as szezonra ismét a Canberrával kötött szerződést, ahol 17 játékon játszott és 1–1-es győzelmi arányt és 2,45-os kiérdemeltfutás-átlagot ért el. A Cavalry az alapszakaszt az élen, 0,5 játékkal a Sydney Blue Sox előtt zárta. A csapat végül a Claxton Shieldet is elnyerte. 2012-ben már a második alkalommal válogatták be az All-Star-csapat keretébe.
A 2013–2014-es szezon előtt egy Baseball ACT-mérkőzésen megsérült az ulnáris collaterális ínszalagja, ezért 2013. december 2-án Tommy John-műtéten esett át, ezzel a szezont ki kellett hagynia. Lábadozása alatt az ausztrál Bevándorlási és Határvédelmi Hivatalnál dolgozott.
A 2014–2015-ös szezonban mindössze 5 játékon játszott, mivel a Tommy John-műtétből lábadozott, illetve önbizalomhiánnyál és sérülésekkel küszködött. Az évet 0–0-ás győzelmi aránnyal és 13,50-os kiérdemeltfutás-átlaggal zárta. A szezon után annyira rossz állapotban volt a könyöke, hogy úgy érezte, hogy többet nem fog játszani.
A 2015–2016-os szezonban ismét kezdődobóként játszatták, 14 játékon játszott, mindegyiken kezdőként, és 6–4-es győzelmi arányt és 3,04-os kiérdemeltfutás-átlagot, illetve ligaharmadik 79 kiejtés ért el. A 2015–2016-os szezonban is beválogatták az All-Star-csapat keretébe. November 14-én a Brisbane Bandits elleni duplajáték második mérkőzésén nem csak profi pályafutása első teljes játékát, hanem első teljes shutoutját dobta, amivel kiérdemelte az első a hét legjobb dobójának járó díját. Következő mérkőzésén 8⅔ shutout játékrészt dobott, azonban az utolsó játékossal szemben feladott egy kétemberes hazafutást. Ennek ellenére ismét a hét legjobb dobójának választották. A szezonban 1–1 mérkőzésen bal- illetve jobbkülső poszton is játszott, és megszerezte profi pályafutása első biztos ütést.
Teljesítményével ismét felkeltette az MLB-játékosfigyelők érdeklődését.

#### Atlanta Braves
Kent a 2016-os szezonra alsóbb ligás szerződést kapott az Atlanta Bravestől. Az év jelentős részét a „Double-A“ Mississippi Braves csapatában töltötte el, ahol 41 játékon játszott, mindegyiken felváltóként, és 2–3-as győzelmi arányt és 3,36-os kiérdemeltfutás-átlagot ért el. Szeptember 1-jén egy játék erejéig felhívták a „Triple-A“ Gwinnett Bravesbe, ahol mindössze egyetlen játékrészt játszott, négy futás mellett kettő játékost is megsétáltatott és 36,00-os kiérdemeltfutás-átlagot ért el.

#### Canberra Cavalry
A 2016–2017-es szezonban felváltódobóként játszatták, 14 játékon játszott, mindegyiken felváltóként, és 0–1-es győzelmi arányt, 2,08-os kiérdemeltfutás-átlagot és ligaharmadik 7 mentés ért el. 2016-ban ismét beválogatták az All-Star-csapat keretébe.
A 2017–2018-as szezonban kezdődobóként játszatták, 10 játékon játszott, mindegyiken kezdőként, és 3–5-ös győzelmi arányt és 5,32-os kiérdemeltfutás-átlagot ért el. Kiejtések tekintetében a negyedik helyen végzett. 2017-ben ismét beválogatták az All-Star-csapat keretébe. A 2018-as rájátszás döntőjében a hatodik játékrészben állították be, hét ütőjátékosból hatot kiejtett, azonban a csapata 2–4 arányban kikapott a Brisbane Banditstől. A 2017–2018-as szezon után az Ainslie–Gungahlin Bears nevű Baseball Canberra-csapatban is játszott, és a Belconnen Bandits elleni 2018. március 15-ei mérkőzésen nem csak teljes shutoutot dobott, de ligarekord 23 játékost is kiejtett.
A 2018–2019-es szezonban Brian Grening visszavonulása után a Cavalry ásza lett. A szezonban kezdődobóként játszatták, 10 játékon játszott, és csapatrekord 7 győzelem mellett 1 vereséget, illetve 2,90-os kiérdemeltfutás-átlagot ért el. Győzelmek tekintetében az első, míg kiejtések tekintetében a második helyen végzett, ezzel kiérdemelte a Cavalry legjobb játékosának járó díját. Kent meghívást kapott a Jokohama DeNA BayStars Nippon Professional Baseball-csapat 2019-es tavaszi edzőtáborába, habár a liga szabályzata szerint a 2019-es szezonra már nem kaphat szerződést.

### Válogatott

#### 2008. évi nyári olimpiai játékok
Kent a 2008. évi nyári olimpiai játékok kvalifikációs szakaszában kezdődobóként szerepelt. Az első, Kanada elleni mérkőzésén 7 játékrész alatt 3 futást engedett be, és a győzelmet is neki jegyezték be. Ezzel szemben viszont a második, Dél-Afrika elleni mérkőzésén 2 játékrész alatt 7 futást engedett be mielőtt Scott Mitchinsonnal le nem váltották.

#### 2011-es Baseball World Cup
Kent felváltódobóként helyet kapott a 2011-es Baseball World Cupra küldött ausztrál válogatott keretében. A bajnokságban összes 6⅔ játékrészt játszott, és 3 futást engedett be és 1 győzelmet és 2 mentést jegyzett. Első játéklehetőségét az olasz válogatottal szemben kapta, ahol a hetedik játékrészben cserélték be, egy futást és kettő biztos ütést engedett be, illetve egy „vad dobása“ is volt. A dominikai válogatottal szemben a tizedik játékrészben cserélték be, egy-egy futást és biztos ütést engedett be, ezzel megmentve Brendan Wise győzelmét. A panamai válogatott elleni mérkőzésen a hetedik játékrészben, 1 kiejtett játékos és 2 bázisfutó mellett cserélték be. A meccsen mindössze egy  sacrifice flyból tudtak pontot szerezni ellene, így a győzelmet is ő kapta. Utolsó játéklehetőségét a dél-koreai csapat ellen kapta, ahol a hetedik játékrészben cserélték be és három shutout játékrészt dobott, ezzel megmentve Kable Hogben 3–2-es győzelmét. A csapat az ötödik helyen végzett, ezzel kvalifikálva a 2013-as World Baseball Classicra.

#### 2013-as World Baseball Classic
Kent a 2013-as World Baseball Classicon 2 shutout játékrészt játszott, a dél-koreai válogatottal szemben, és mindössze egy biztos ütést tudtak elérni ellene. A csapat a tizenhatodik helyen végzett.

#### 2017-es World Baseball Classic
Kent a 2017-es World Baseball Classic kvalifikációs szakaszában kezdődobóként szerepelt. Egyetlen mérkőzésen, a fülöp-szigeteki válogatott elleni nyitómeccsen jutott szerephez, ahol  6 játékrész alatt 4 biztos ütést és 1 futást engedett be, valamint 1 játékost sétáltatott meg és hetet ejtett ki, ezzel megszerezve a győzelmet. A bajnokságban már felváltódobóként játszatták. Mindössze egyetlen, a Kuba elleni meccsen jutott szerephez, ahol a kilencedik játékrészben cserélték be és 1 shutout játékrészt dobott. A csapat a kilencedik helyen végzett.

#### 2019-es WBSC Premier12
Kent bekerült az ausztrál válogatott 2019-es WBSC Premier12-re küldött keretébe. A nyitó csoportkörben kétszer jutott szerephez, a dél-koreai válogatott elleni vereségben 1 játékrészt játszott, amely alatt egy találatot és futást engedett be, azonban a kanadai válogatott elleni győzelemben és ezzel a csoportkörből való továbbjutásban kulcsszerepet játszott; 4⅓ játékrészt dobott felváltóként, amely alatt mindössze egyetlen találatot és sétát engedett be. A szuperkör első, a mexikói válogatott elleni mérkőzésen 2 játékrészt játszott felváltóként, 4 találatot, 2 futást engedett be.